# Patrimoni dell'umanità della Lituania
I patrimoni dell'umanità della Lituania sono i siti dichiarati dall'UNESCO come patrimonio dell'umanità in Lituania, la quale è divenuta parte contraente della Convenzione sul patrimonio dell'umanità il 31 marzo 1992, come uno degli stati successori dell'Unione delle Repubbliche Socialiste Sovietiche.
Al 2023 i siti iscritti nella Lista dei patrimoni dell'umanità sono cinque, mentre una è la candidatura per una nuova iscrizione. Il primo sito iscritto nella lista è stato nel 1994 il Centro storico di Vilnius, durante la diciottesima sessione del comitato del patrimonio mondiale. Nella ventiquattresima sessione (2000), l'Istmo di Curlandia è divenuto il secondo sito lituano riconosciuto dall'UNESCO. Il terzo e il quarto patrimonio, sono stati inclusi nella lista rispettivamente nel 2004 e 2005 dalla ventottesima e ventinovesima sessione del comitato; si tratta del Sito archeologico di Kernavė e dell'Arco geodetico di Struve, comprendente diversi siti, in comune con altri nove paesi. Kaunas modernista: architettura dell'ottimismo, 1919-1939 è divenuta il quinto e più recente sito nel 2023, durante la quarantacinquesima sessione del comitato. Tutti i siti sono considerati culturali, secondo i criteri di selezione; due sono parte di siti transnazionali.

## Siti del Patrimonio mondiale
| Foto | Sito                                                        | Luogo | Tipo                         | Anno | Descrizione |
| ---- | ----------------------------------------------------------- | --- | ---------------------------- | ---- | --- |
|      | Centro storico di Vilnius                                   | Vilnius | Culturale (541; ii, iv)      | 1994 | Centro politico del Granducato di Lituania dal XIII alla fine del XVIII secolo, Vilnius ha avuto una profonda influenza sullo sviluppo culturale e architettonico di gran parte dell'Europa orientale. Nonostante le invasioni e la parziale distruzione, ha conservato un imponente complesso di edifici gotici, rinascimentali, barocchi e classici, nonché la sua struttura medievale e l'ambiente naturale. |
|      | Istmo di Curlandia                                          | Comune urbano di Klaipėda, Comune di Neringa (condiviso con la Russia)                                                                                                 | Culturale (994; v)           | 2000 | L'insediamento umano in questa lunga penisola di dune di sabbia, lunga 98 km e larga 0,4-4 km, risale alla preistoria. Durante tutto questo periodo è stata minacciata dalle forze naturali del vento e delle onde. La sua sopravvivenza fino ai giorni nostri è stata resa possibile solo come risultato degli incessanti sforzi umani per combattere l'erosione dell'istmo, plasticamente illustrata dai continui progetti di stabilizzazione e riforestazione. |
|      | Sito archeologico di Kernavė (Riserva culturale di Kernavė) | Comune distrettuale di Širvintos | Culturale (1137; iii, iv)    | 2004 | Il sito archeologico di Kernavė rappresenta una testimonianza eccezionale di circa 10 millenni di insediamenti umani in questa regione. Situato nella valle del fiume Neris, il sito è un complesso insieme di proprietà archeologiche, che comprende la città di Kernavė, fortezze, alcuni insediamenti non fortificati, luoghi di sepoltura e altri monumenti archeologici, storici e culturali dal tardo Paleolitico al Medioevo. Il sito di 194,4 ha ha conservato le tracce dell'antico uso del suolo, così come i resti di cinque imponenti fortificazioni collinari, parte di un sistema di difesa eccezionalmente ampio. Kernavė era un'importante città feudale nel Medioevo. La città fu distrutta dall'Ordine Teutonico alla fine del XIV secolo, tuttavia il sito rimase in uso fino ai tempi moderni. |
|      | Arco geodetico di Struve                                    | Comune distrettuale di Rokiškis, Comune distrettuale di Vilnius (condiviso con Bielorussia, Estonia, Finlandia, Lettonia, Moldavia, Norvegia, Russia, Svezia, Ucraina) | Culturale (1187; ii, iv, vi) | 2005 | L'arco geodetico di Struve è una catena di triangolazioni geodetiche che vanno da Hammerfest in Norvegia al Mar Nero, attraversando 10 nazioni e per una lunghezza complessiva di circa 2.820 chilometri. Questa catena venne ideata e utilizzata dallo scienziato baltico-tedesco Friedrich Georg Wilhelm von Struve negli anni compresi fra il 1816 e il 1855 per determinare le esatte forme e dimensioni della Terra. All'epoca l'arco attraversava solamente due nazioni: la Svezia-Norvegia e l'Impero russo. L'arco originale consisteva in 258 triangoli principali con 265 punti della stazione principale. Il sito elencato comprende 34 dei punti della stazione originale, mediante segnali di diversi tipi: buchi scavati nelle rocce, croci di ferro, "ometti" di pietre, obelischi. In Lituania sono presenti tre punti di segnalazione: Karischki (Gireišiai) a Panemunėlis, Meschkanzi (Meškonys) a Nemenčinė e Beresnäki (Paliepiukai) a Nemėžis. |
|      | Kaunas modernista: architettura dell'ottimismo, 1919-1939   | Comune urbano di Kaunas | Culturale (1661; iv)         | 2023 | Questo sito testimonia la rapida urbanizzazione che trasformò la città di provincia di Kaunas in una città moderna che divenne la capitale provvisoria della Lituania tra la prima e la seconda guerra mondiale. La trasformazione del paesaggio urbano guidata dalla comunità è stata adattata da un precedente assetto urbano. La qualità della Kaunas moderna si manifestava attraverso l'organizzazione spaziale delle aree di Naujamiestis (Città Nuova) e Žaliakalnis (Collina Verde), e negli edifici pubblici, negli spazi urbani e nelle residenze che dimostrano una varietà di stili in cui il Movimento Moderno trovò espressione architettonica nella città. |

## Siti candidati
| Foto | Sito                              | Luogo                         | Tipo         | Anno       | Descrizione |
| ---- | --------------------------------- | ----------------------------- | ------------ | ---------- | --- |
|      | Parco nazionale storico di Trakai | Comune distrettuale di Trakai | Misto (1821) | 28/07/2003 | Il Parco di Trakai si trova nella zona dell'altopiano di Dzukija ad un'altezza di 102-228 m sul livello del mare. Copre un'area di terra lacustre boscosa centrata sulla storica città di Trakai. Il Parco di Trakai è stato fondato nel 1991 dal restaurato Seimas al fine di preservare i siti culturali della statualità storica lituana insieme ai loro autentici dintorni naturali. In questo insieme unico e compatto di patrimonio naturale e culturale, che riflette periodi ed eventi importanti nella storia della Lituania e dell'Europa orientale nel suo insieme, possiamo vedere un paesaggio culturale splendidamente conservato centrato su una città storica e castelli (tra cui il celebre Castello di Trakai) che si trovano nel Lago Galvė. Qui ci sono villaggi agricoli tradizionali, paesaggi di campagna e aree dove sopravvivono ancora formazioni naturali primordiali. |